# Wereld Universiteitskampioenschappen schaatsen 2022
De Wereld Universiteitskampioenschappen schaatsen 2022 (2022 FISU World University Speed Skating Championship) was een langebaanschaatstoernooi georganiseerd door de International University Sports Federation (FISU). Het toernooi werd van 2 tot en met 5 maart 2022 gehouden op de James B. Sheffield Olympic Skating Rink in Lake Placid, New York, Verenigde Staten.

## Competitieprogramma
| Woensdag 2 maart                                                                  | Donderdag 3 maart                        | Vrijdag 4 maart                                                                                               | Zaterdag 5 maart                                                                |
| --------------------------------------------------------------------------------- | ---------------------------------------- | --- | ------------------------------------------------------------------------------- |
| 10.47u 3000m vrouwen 11.47u 5000m mannen 13.15u 1000m vrouwen 13.42u 1000m mannen | 12.30u 1500m vrouwen 13.30u 1500m mannen | 12.30u 500m vrouwen 12.55u 500m mannen 13.45u ploegenachtervolging vrouwen 14.00u ploegenachtervolging mannen | 10.55u teamaflossing gemengd 11.40u massastart vrouwen 12.10u massastart mannen |

## Podia

### Mannen
| Afstand              | Goud                                               | Zilver                                                                  | Brons                                        |
| -------------------- | -------------------------------------------------- | ----------------------------------------------------------------------- | -------------------------------------------- |
| 500m                 | William Gebauer                                    | Kota Mitsui                                                             | Conor Mcdermott-Mostowy                      |
| 1000m                | Conor Mcdermott-Mostowy                            | Kota Mitsui                                                             | William Gebauer                              |
| 1500m                | Kota Mitsui                                        | Michael Roth                                                            | Luc Heine                                    |
| 5000m                | Fridtjof Petzold                                   | Daniel Thuv Eriksen                                                     | Luc Heine                                    |
| Massastart           | Yuto Tanigaki                                      | Matthe Pronk                                                            | Kota Mitsui                                  |
| Ploegenachtervolging | Polen Dawid Burzykowski Piotr Nalecki Szymon Palka | Noorwegen Daniel Thuv Eriksen Didrik Møller Nordal Birk Finnstø Refsaas | Nederland Joris Brink Luc Heine Matthe Pronk |

### Vrouwen
| Afstand              | Goud                                             | Zilver                                                           | Brons                                                 |
| -------------------- | ------------------------------------------------ | ---------------------------------------------------------------- | ----------------------------------------------------- |
| 500m                 | Ju-Lin de Visser                                 | Henny de Vries                                                   | Lea-Sophie Scholz                                     |
| 1000m                | Yuka Takahashi                                   | Lea-Sophie Scholz                                                | Ju-Lin de Visser                                      |
| 1500m                | Lea-Sophie Scholz                                | Yuka Takahashi                                                   | Veronika Antošová                                     |
| 3000m                | Veronika Antošová                                | Julie Berg Sjøbrend                                              | Thalia Staehle                                        |
| Massastart           | Yuka Takahashi                                   | Josephine Heimerl                                                | Abigel Mercs                                          |
| Ploegenachtervolging | Polen Natalia Jabrzyk Maja Plonczyk Iga Wojtasik | Nederland Marije van der Spek Ju-Lin de Visser Nikki van der Zee | Verenigde Staten Anna Quinn Ilsa Shobe Thalia Staehle |

### Gemengd
| Afstand       | Goud                                     | Zilver                               | Brons                                |
| ------------- | ---------------------------------------- | ------------------------------------ | ------------------------------------ |
| Teamaflossing | Duitsland Lea-Sophie Scholz Michael Roth | Hongarije Abigel Mercs Botond Bejczi | Polen Iga Wojtasik Dawid Burzykowski |